# 杉山茂樹 (映画プロデューサー)
杉山 茂樹（すぎやま しげき、1920年9月9日 - 1992年12月20日）は、日本の映画プロデューサー。松竹大船撮影所で活躍後、国際放映に転じ、テレビ映画を手がけた。

## 人物・来歴
静岡県立静岡中学校、京都大学文学部哲学科卒業。松竹京都撮影所で日活出身の市川哲夫監督の映画『我輩は探偵でアル』（1949年（昭和24年）5月23日公開）を、マキノ正博監督の『非常線』（1947年）のプロデューサー・小倉浩一郎のもとで製作、プロデューサーとしてデビュー。1960年（昭和35年）11月30日に公開された番匠義彰監督の映画『浮気のすすめ 女の裏窓』で初めて松竹大船撮影所作品を手がけた。1961年（昭和36年）8月6日に公開された、酒井辰雄監督の映画『ひとり寝』を最後に、12年間で79本を製作してきた松竹京都を去り、大船撮影所へ異動。異動後第一作は、1962年（昭和37年）3月11日、田畠恒男監督の映画『湖愁』。次作では松竹京都の酒井辰雄監督を起用、『しのび逢い』を製作。大船では2年間に10本を手がけ、1963年（昭和38年）10月5日に公開された市村泰一監督の『港に消えたあいつ』を最後に、松竹を退社した。大船での制作の半数が同時期に京都から異動した酒井欣也監督作品だった。同年、独立プロダクション「蜂の巣プロダクション」を設立。同時期に松竹を定年退職したヴェテラン監督の堀内真直監督とともに、西郷輝彦主演映画『我が青春』を製作、同作は、1965年（昭和40年）4月28日に松竹系で公開された。その後、1969年（昭和44年）、テレビ映画の製作会社・国際放映でテレビ映画『チャコとケンちゃん』（1968年 - 1969年）の映画版を手がけ、1971年（昭和46年）からは、同社のいわゆる「ケンちゃんシリーズ」のテレビ映画『すし屋のケンちゃん』（1971年 - 1972年）、『ケーキ屋ケンちゃん』（1972年 - 1973年）、『おもちゃ屋ケンちゃん』（1973年 - 1974年）を手がけた。1984年（昭和59年）、火曜サスペンス劇場で長谷部安春監督のテレビ映画『冷やかな情死』（製作国際放映・日本テレビ）をプロデュースした。

## おもなフィルモグラフィ
- 我輩は探偵でアル （監督市川哲夫、松竹京都、1949年） - 小倉浩一郎と共同プロデュース
- 薔薇合戦 （監督成瀬巳喜男、松竹京都・映画芸術協会、1950年） - 本木荘二郎と共同プロデュース
- 欲 （監督五所平之助、松竹京都、1958年） - 南里金春と共同プロデュース
- 浮気のすすめ 女の裏窓 （監督番匠義彰、松竹大船、1960年）
- 千両鴉 （監督萩原遼、松竹京都、1961年）
- ケンちゃんシリーズ すし屋のケンちゃん （テレビ映画、国際放映・TBS、1971年 - 1972年）
- ケンちゃんシリーズ ケーキ屋ケンちゃん （テレビ映画、国際放映・TBS、1972年 - 1973年）
- ケンちゃんシリーズ おもちゃ屋ケンちゃん（テレビ映画、国際放映・TBS、1973年 - 1974年）
- 火曜サスペンス劇場 冷やかな情死 （テレビ映画、監督長谷部安春、国際放映・日本テレビ、1984年）

## 受賞
1982年（昭和57年）エランドール協会賞